# Berthelsdorf (Liebstadt)
Berthelsdorf ist ein Ortsteil der sächsischen Stadt Liebstadt im Landkreis Sächsische Schweiz-Osterzgebirge.

## Geografie
Berthelsdorf liegt etwa zwei Kilometer südwestlich von Liebstadt. Im Westen befindet sich das Müglitztal mit Ortsteilen von Glashütte. Im Osten verläuft die Bundesautobahn 17 an Liebstadt vorbei.

### Nachbarorte
| Neudörfel   | Seitenhain                                  | Liebstadt   |
| Rückenhain  | Kompassrose, die auf Nachbargemeinden zeigt | Liebstadt   |
| Dittersdorf | Döbra                                       | Börnersdorf |

## Geschichte

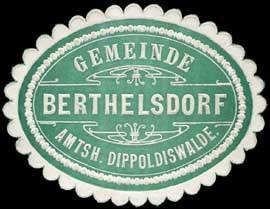
Siegelmarke der Gemeinde Berthelsdorf

Das erst 1455 erstmals erwähnte Waldhufendorf Berthelsdorf könnte auf Berthold von Potschappel (Stammort sw. Dresden) als Siedelführer zurückgehen, der 1206 zusammen mit seinem Verwandten Dietrich (Gründer des benachbarten Dittersdorf?) einmalig in der Überlieferung aufscheint. Dafür sprechen jedenfalls zahlreiche sachliche Indizien. Die Herren von Potschappel waren Ministeriale der Burggrafen von Dohna und scheinen in den 1270/80er Jahren in den Herren von Sürßen aufgegangen zu sein.
1696 war Berthelsdorf zum Amt Pirna gehörig. Die Grundherrschaft lag 1551 beim Rittergut Liebstadt. Von 1856 bis 1875 gehörte Falkenhain dem Gerichtsamt Lauenstein an, danach der Amtshauptmannschaft Dippoldiswalde. 1900 betrug die Fläche der Gemarkung 290 Hektar. Die Bevölkerung war 1925 komplett evangelisch-lutherisch. Der Ort war nach Döbra gepfarrt. Im Jahr 1952 wurde Berthelsdorf als eigenständige Gemeinde Teil des Kreises Pirna, der 1994 in den Landkreis Sächsische Schweiz überging. 1973 erfolgte die Eingemeindung nach Liebstadt. Berthelsdorf wurde als Liebstadts Ortsteil im August 2008 Teil des aus Landkreis Sächsische Schweiz und Weißeritzkreis gebildeten Landkreises Sächsische Schweiz-Osterzgebirge.

### Entwicklung der Einwohnerzahl
| Jahr | Einwohnerzahl                           |
| ---- | --------------------------------------- |
| 1551 | 16 besessene Mann, 10 Inwohner          |
| 1748 | 11 besessene Mann, 2 Gärtner, 8 Häusler |
| 1834 | 134                                     |
| 1871 | 136                                     |
| 1890 | 122                                     |
| 1910 | 120                                     |

| Jahr | Einwohnerzahl |
| ---- | ------------- |
| 1925 | 113           |
| 1939 | 110           |
| 1946 | 182           |
| 1950 | 159           |
| 1964 | 125           |